# メイヘム
メイヘム（Mayhem）は、ノルウェーのLanghusで結成されたブラックメタル・バンド。後にオスロに拠点を移している。
初期ブラックメタルシーンの中核的な存在であり、ブラックメタルサウンドの一形態を確立したという点においてエンペラー、バーズム、ダークスローンと並ぶバンドである。その狂暴な音楽性のみならず、ヴォーカリストのデッドの自殺、およびバンドの中心人物であったユーロニモス（Euronymous）がヴァルグ・ヴィーケネス（Varg Vikernes）に殺害された事件によって悪名高い。

## 歴史

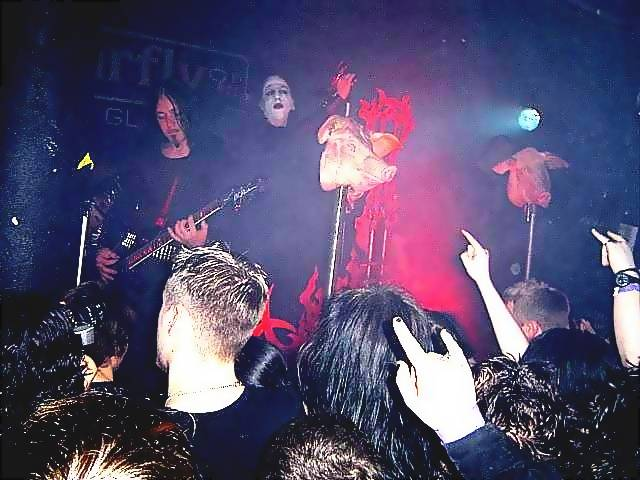
スコットランド・グラスゴー公演 (2004年)

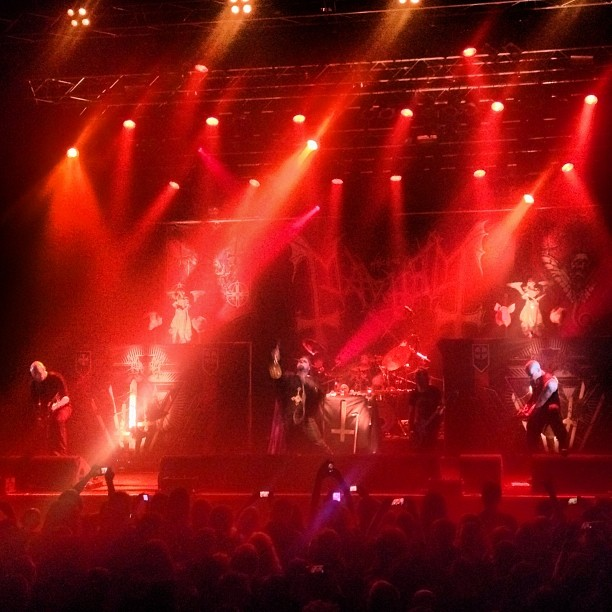
オランダ・ティルブルフ公演 (2013年9月)

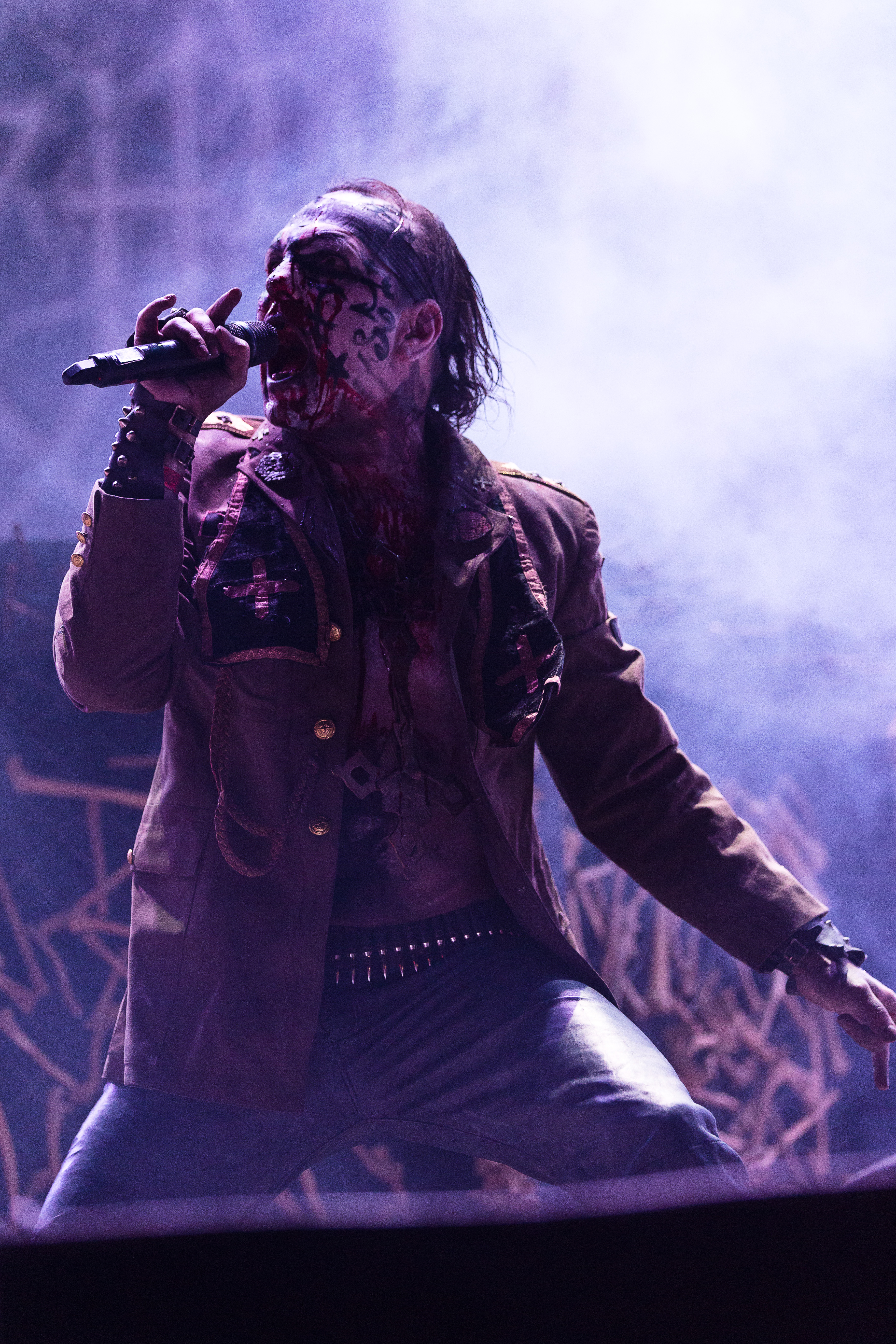
アッティラ・シハー(Vo) 2015年

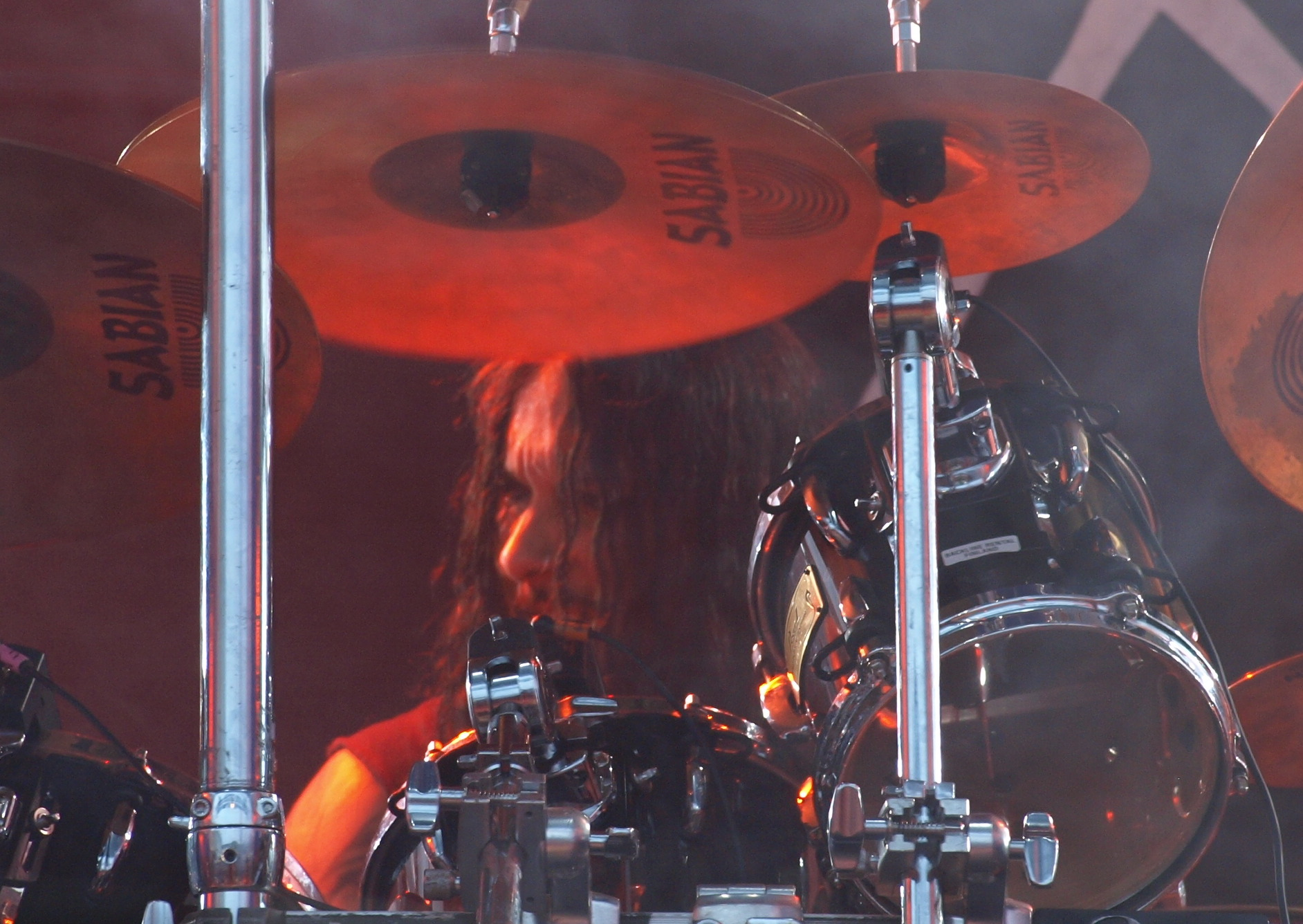
ヘルハマー(Ds) 2008年

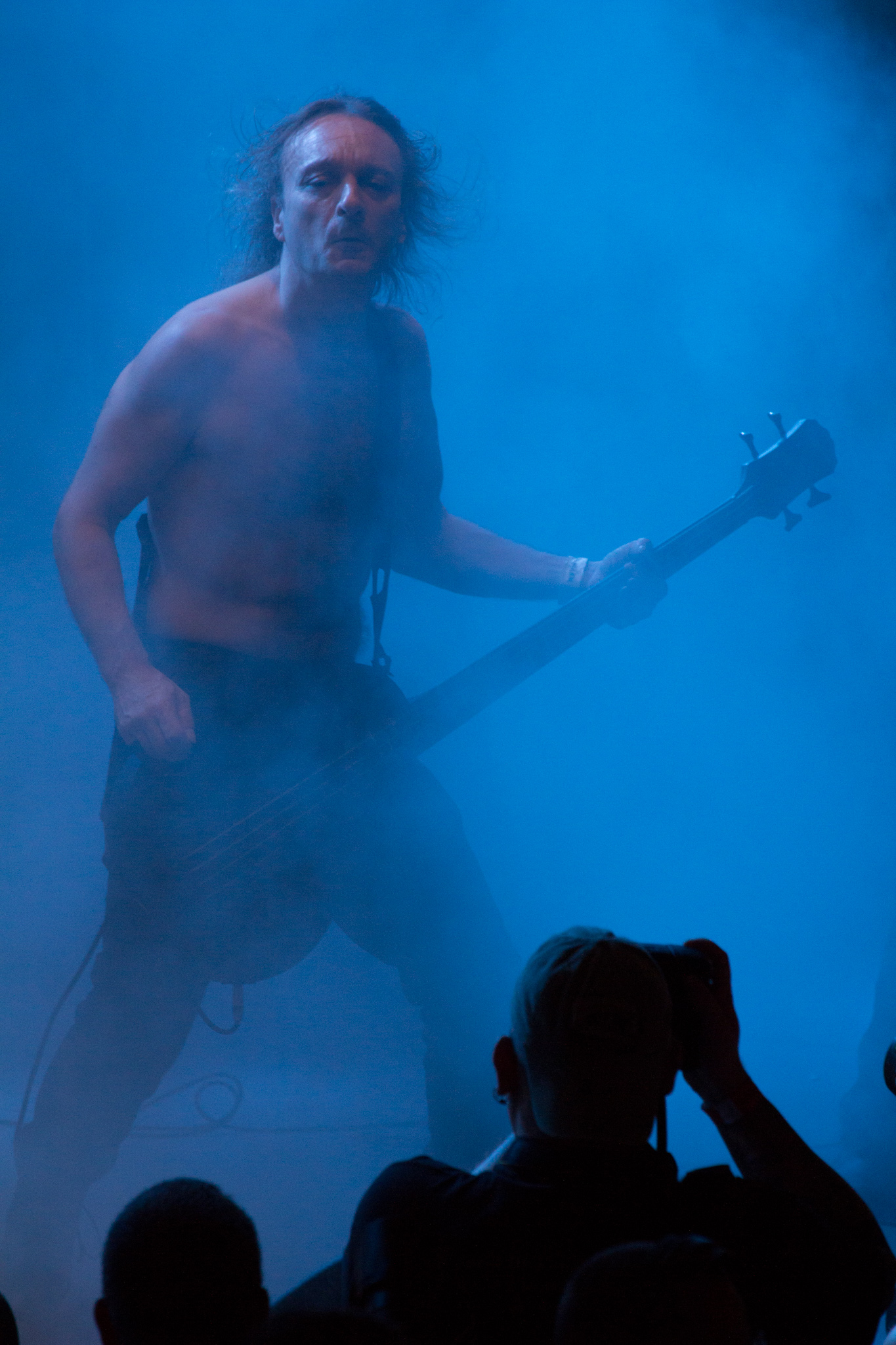
ネクロブッチャー(B) 2012年

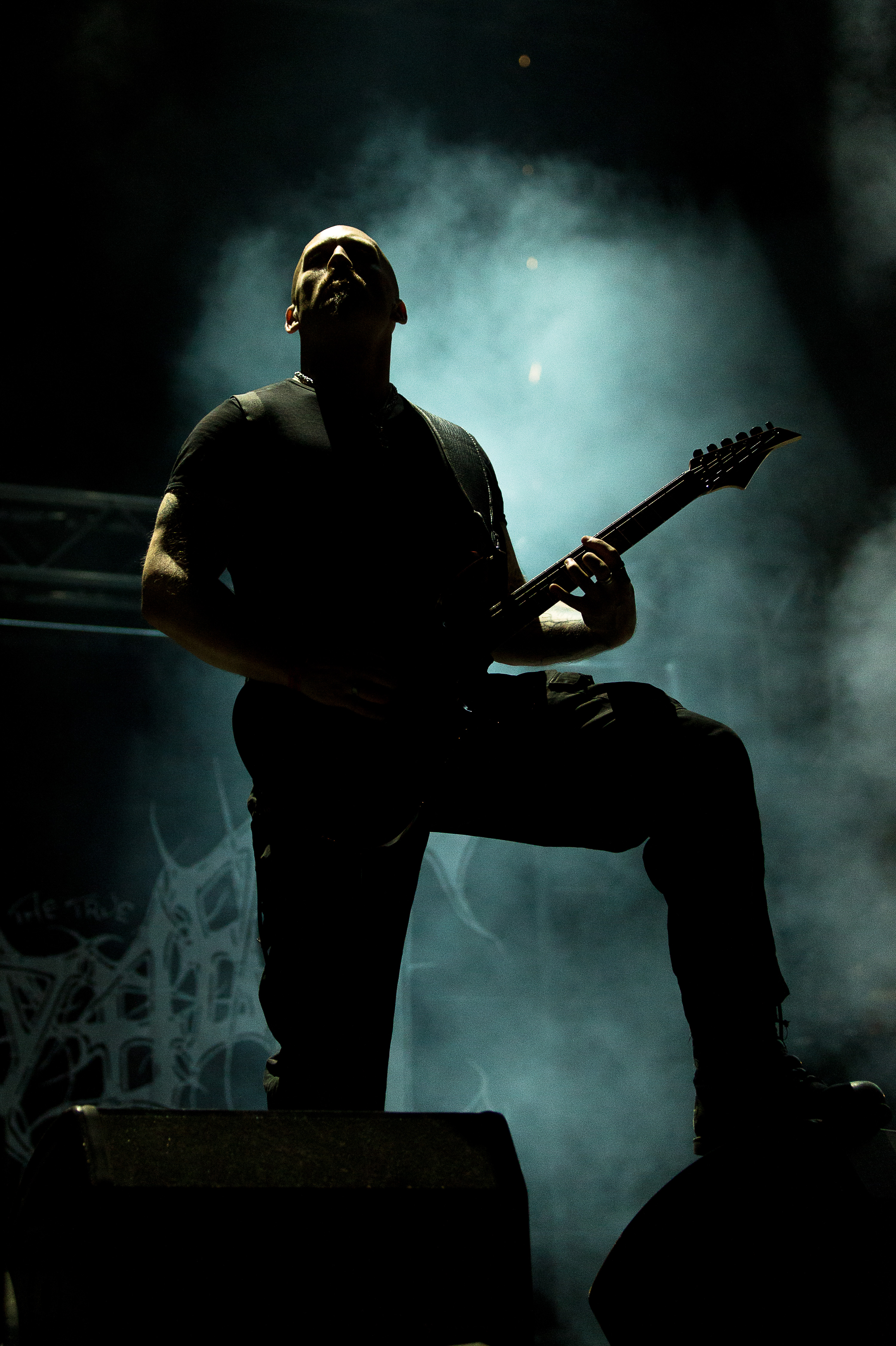
テロック(G) 2015年

1983年にオイスタイン・オーシェト（ギター）、トルルス（ボーカル）、グレン・ラーセン（ベース）、エスペン・モーテンセン（ドラム）によって結成される。バンド名はヴェノムのMayhem with Mercyという曲から付けられた。このラインナップでのメイヘムは1984年に解散している。同年、デストラクター（オイスタイン・オーシェト、後にユーロニモスと名乗るようになる）、ギター・ボーカル）、ネクロブッチャー（ベース）、マンハイム（ドラム）により新たに結成され、正式に活動を始める。
1986年に1stデモ『Pure Fucking Armageddon』をリリース。同デモではユーロニモスがボーカルを執ったが、同年には専任ヴォーカリストのメシア (ボーカル)が加入。ユーロニモスはギタリスト専任となる。
その後、短期間でメシアは脱退し、マニアック (ボーカル)が加入。1987年にはミニアルバム『Deathcrush』がブラジルのPosercorpse Musicより発表される。同ミニアルバムには、メシアがボーカルを執った音源とマニアックがボーカルとを執った音源が混在している。この頃はまだヴェノムやバソリー影響下のスラッシュメタルを完全には脱していなかった。リリース後には、マニアックとマンハイムが脱退する。この脱退を受けて、キッティル・キッティルセン (ボーカル)、トルベン・グルエ (ドラム)が加入するが、この2名は短期間で脱退する。1988年にヘルハマー（ドラム）とデッド（ボーカル）が加入する。デッドはエントゥームドのメンバーも在籍していたスウェーデンのデスメタルバンドモービッドの元メンバーであった。メイヘムではライヴでの過激なパフォーマンスに加え、コープス・ペイントと呼ばれるブラックメタル特有の死化粧のパイオニアとしてその名を馳せていたが、1991年にショットガンで頭を撃って自殺した。デッドはスタジオ・アルバムに参加することはなかったが、1993年に、1990年11月26日にドイツのライプツィヒで行われたライヴの模様を収めた『Live in Leipzig』がオブスキュア・プラズマ・レコードからオフィシャルでリリースされた。また1995年には、デッドの遺体を最初に発見したユーロニモスが撮影したとされるデッドの自殺体写真がジャケットであることで有名な、1990年2月28日、ノルウェーのサルプスボルグでのライブを収録したハーフ・オフィシャル・海賊盤ライブアルバム『ドーン・オブ・ザ・ブラック・ハーツ』が初版されている。
また、デッドの自殺と同時期に、ネクロブッチャーがメイヘムを脱退した。ネクロブッチャーはデッドと親しく、デッドの自殺が脱退の要因ではないかといわれている。これにより、ベースとボーカルが空席となってしまう。『De Mysteriis Dom Sathanas』のレコーディングに入っても正式メンバーは定まらず、セッション・メンバーとして、ボーカルに当時トーメンターのメンバーでもあったハンガリー人のアッティラ・シハー、ベースにバーズムのヴァルグ・ヴィーケネス (カウント・グリシュナック)を加えてベルゲンのグリーグホールにて録音を行う。
1993年、1stアルバムのレコーディングに携わったヴァルグ・ヴィーケネスによりユーロニモスが殺害されるという事件が起こる。これによりバンドは解散状態となるが、初のフルアルバムとなる『De Mysteriis Dom Sathanas』は1994年5月、亡きユーロニモス自身が立ち上げたカルトレーベル、デスライク・サイレンス・プロダクションから無事発売された。同アルバムがデスライク・サイレンス・プロダクション最後のリリース作品となった。このアルバムはブラックメタル史に名を刻む大傑作として知られており、多くのブラックメタルバンドに多大な影響を与えている。
中心メンバーであったユーロニモスの死去によりバンドは一度解散したものの、1994年にヘルハマー（ドラム）を中心に、ブラスフェマー（ギター）、ネクロブッチャー（ベース）、マニアック（ボーカル）の4人により再結成される。その後、イギリスのMisanthropy Recordsから1997年にEP『Wolf's Lair Abyss』をリリース。その後、Misanthropy Recordsが倒産し、イタリアのアヴァンギャルド・ミュージックに移籍する。移籍後、1999年にライヴ・アルバム『Mediolanum Capta Est』をリリースする。それから間もなく、フランスのシーズン・オブ・ミストに移籍。2000年に6年ぶりのフルレンス・アルバム『A Grand Declaration of War』をリリース。同アルバムは、日本でベル・アンティークから日本盤がリリースされた。また同年9月24日にフランスのマルセイユで行われたライヴが、翌2001年にライヴDVD『European Legions - Live in Marseille』としてリリースされた。同DVDがメイヘム初のオフィシャル映像作品となった。また同DVDをCD・LP音源化した『Live in Marseille 2000』も500枚限定でリリースされた。同CDは、後に300枚限定で再リリースされた。また、同DVDと同タイトルのコンピレーションアルバム『European Legions』が同年にリリースされている。また、2001年には一度マニアックが脱退を表明した。この脱退表明自体は、撤回されマニアックは残留したものの精神的に不安定な状態が続いた。2003年からは各メンバーがサイドプロジェクトを始動させるなどして、ライヴ活動を行わなくなり解散説が流れたりした。2004年に3rdアルバム『Chimera』をリリース。リリースに伴うヨーロッパツアーの後、2004年6月にマニアックは脱退し、現在は、1stアルバムでセッションボーカルを務めたアッティラ・シハーが後任として加入している。
アッティラ加入後も、活動は活発化せずライヴはたびたびキャンセルされるなど不安定な状態が続き目立った活動はなかなか行われなかった。このため、再び解散説が流れたりもした。2006年からようやく活動を活発化させ、ライブ活動も盛んに行うようになる。2007年に4thアルバム『Ordo Ad Chao』をリリース。
2008年、ブラスフェマーが「メイヘムでやるべきことはすべてやり尽くした」との理由により脱退。ブラスフェマーは脱退後、ポルトガルに移住し、ゴシックメタルバンド、Ava Inferiでの活動に専念している。ブラスフェマー脱退後、正式なギタリストの加入は無く、2名のライヴ・ギタリストを加えて活動を継続していたが、2011年にテロック (ギター)が加入した。
2014年6月、5thアルバム『Esoteric Warfare』をリリース。同アルバムは、『エソテリック・ウォーフェア～密儀戦乱』と邦題が付けられ、ワードレコーズより日本盤がリリースされる。この日本盤はメイヘム初の日本プレス盤となる。

## 音楽的特徴
ユーロニモスによれば、メイヘムはコロンビア出身のブラックメタルバンドParabellumとメデジン出身のブラックメタルバンドReencarnaciónから影響を受けているという。
ユーロニモスとブラックソーンによるギタープレイは90年代のブラックメタルのスタイルを確立したものとして評価されている。ダークスローンのFenrizはインタビューでこう答えている。「(彼らのギタープレイは)バソリーから着想を得たものだ」そして、「彼らの作ったリフは
90年代に現れた幾多ものブラックメタルバンドにとって、新たな秩序となったんだ。」と語っている。
1994年までの楽曲の大半は作詞・作曲のクレジットが「メイヘム」名義となっていた。再結成後は、作詞をボーカリスト（マニアック→アッティラ・シハー）、作曲をリードギタリスト（ブラスフェマー→テロック）が担当することが多くなっている。

## メンバー

### 現メンバー
- ボーカル：アッティラ・シハー Attila Csihar （1993、2004- ）

1993年はセッション参加。2004年に正式加入。
- ドラムス：ヘルハマー Hellhammer（本名 Jan Axel Blomberg、1988- ）
- ベース：ネクロブッチャー Necrobutcher （本名 Jørn Stubberud、1984-1991、1995- ）
- ギター：テロック Teloch (本名 Morten Bergeton Iversen、2011- )
- ギター：グール Ghul (本名 Charles Hedger、 2012- )

### 旧メンバー
- ボーカル：トルルス Truls (1983-1984)
- ボーカル：メシア Messiah (本名 Billy Nordheim、1986-1987)
- ボーカル：キッティル・キッティルセン Kittil Kittilsen (1988)
- ボーカル：デッド Dead (本名 Per Yngve Ohlin、1988-1991)
- ボーカル：マニアック Maniac (本名 Sven-Erik Kristiansen、1987、1994-2004[要出典])
- ギター：ユーロニモス Euronymous (本名 Øystein Aarseth、1983-1993)

1984年の再結成後から1986年のメシア加入までの間はボーカルを兼任していた。
- セカンド・ギター：ブラックソーン Blackthorn (本名 Snorre Westvold Ruch、1992-1993)
- ギター：ブラスフェマー Blasphemer (本名 Rune Ericksen、1995-2008)

Aura Noirにも参加。現在はポルトガルのゴシックメタルバンド、Ava Inferiのリーダー。
- ベース：グレン・ラーセン Glenn Larsen (1983 - 1984)
- ベース・ボーカル：オカルタス Occultus (本名 Stian Johannsen、1991)
- ベース：カウント・グリシュナック Count Grishnackh (本名 Varg Vikernes、1993)

レコーディング時のセッションメンバー
- ドラム：エスペン・モーテンセン Espen Mortensen (1983-1984)
- ドラム：マンハイム Manheim (本名 Kjetil Manheim、1984-1987)
- ドラム：トルベン・グルエ Torben Grue (1988)

### ライヴ・メンバー
- リズムギター：アレクサンデル・ノルドグレン Alexander Nordgaren (1997-1998)
- ギター：サンラブ Sanrabb (2004)
- ギター：イヒザーグ Ihizarg (2004-2005)
- ギター：シルマエス Silmaeth (2008-2011)
- ギター：モルフェウス Morfeus (2008-2012)

Dimension F3Hで活動
- ギター：チャールズ・ヘッジャー Charles Hedger (2012-)

## ディスコグラフィー

### スタジオフルアルバム
- 1994年 狂魔密儀 en:De Mysteriis Dom Sathanas

タイトルはラテン語で直訳すると「主サタンの神秘について」の意。ジャケットにはニーダロス大聖堂の写真が用いられており、カウント・グリシュナックとユーロニモスはアルバムのリリースに合わせてこの聖堂を爆破する計画をたてていたといわれている。
- 2000年 グランド・デクラレイション・オヴ・ウォー A Grand Declaration of War
- 2004年 キメラ Chimera
- 2007年 オルド・アド・チャオ Ordo Ad Chao
- 2014年 エソテリック・ウォーフェア～密儀戦乱 Esoteric Warfare
- 2019年　デーモン　Daemon

### デモ・EP
- 1986年 Voice of a Tortured Skull （デモ）
- 1986年 Pure Fucking Armageddon （デモ）
- 1987年 破滅死 Deathcrush （EP）

本EPの一曲目に収録されている楽曲"Silvester Anfang"(ドイツ語で「新たな年の始まり」の意)はドイツの音楽家、コンラッド・シュニッツラーによってかかれた曲である。ユーロニモスが約束もなしに彼の自宅を訪問し、その後親しくなってから送ってもらった曲だという。
- 1997年 ウルフズ・ライアー・アビス Wolf's Lair Abyss （EP）
- 2009年 Life Eternal (EP)

3000枚限定リリース。EPだが、DVDケースサイズでスリップケース、デジパック仕様となっている。
収録曲は、1stアルバム『De Mysteriis Dom Sathanas』のラフミックスヴァージョン5曲。
アッティラ・シハーのレーベル、Saturnus Productionsからリリースされ、シーズン・オブ・ミストが販売を担当した。

### ライヴアルバム・コンピレーションアルバム
- 1993年 ライヴ・イン・ライプツィヒ Live in Leipzig （ライヴアルバム）
- 1999年 Mediolanum Capta Est （ライヴアルバム）
- 2001年 European Legions （コンピレーション）[注釈 2]
- 2001年 ライヴ・イン・マルセイユ2000 Live in Marseille 2000 （ライヴアルバム）[注釈 3]

500枚限定。2009年に300枚限定で再発。再発盤はディスクユニオン独占販売。

### 映像作品
- 2001年 European Legions - Live in Marseille (ライヴDVD)
- 2002年 The Studio Experience (ボックスセット)
- 2008年 Pure Fucking Mayhem (ドキュメンタリー)

## 日本公演
- 2008年　EXTREME THE DOJO Vol, 20
- 2010年
- 2014年
- 2017年
- 2023年1月31日 渋谷クラブクアトロ、2月1日 梅田クラブクアトロ